# ميخائيل فريدمان (فيلسوف)
ميخائيل فريدمان (بالإنجليزية: Michael Friedman)‏ هو فيلسوف أمريكي، ولد في 2 أبريل 1947 في بروكلين في الولايات المتحدة.